# Apterodina
Apterodina là một chi bọ cánh cứng trong họ Chrysomelidae.
Chi này được Bechyne miêu tả khoa học năm 1954.

## Các loài
Các loài trong chi này gồm:
- Apterodina bechynei Flowers, 2004
- Apterodina ruminyahui Flowers, 2004